# È (album)
È è il secondo album di Erica Mou, pubblicato l'8 marzo 2011. Il 14 febbraio 2012 è stato pubblicato il repackaging del disco con l'aggiunta del brano Nella vasca da bagno del tempo.

## Il disco
Tutte le canzoni sono scritte da Erica Musci (il vero nome dell'artista) ed edite dalle edizioni musicali Jazz Engine, tranne Don't Stop, cover del celebre successo dei Fleetwood Mac, scritta da Christine McVie, cantante e tastierista del gruppo; la versione della Mou viene scelta per uno spot pubblicitario dell'Eni.
La produzione dell'album è curata dall'islandese Valgeir Sigurðsson, già collaboratore di Björk. Il disco è stato arrangiato da MaJiKer, alias Matthew Ker.
Il primo singolo estratto dall'album è Giungla; la canzone Oltre è stata inserita da Roberta Torre nella colonna sonora del suo film I baci mai dati, mentre un altro brano, La neve sul mare, è stato inserito nell'antologia La leva cantautorale degli anni zero, curata dal MEI e dal Club Tenco.

## Tracklist
1. Nella vasca da bagno del tempo
2. Oltre
3. Giungla
4. Torno a casa (Lasciami guardare)
5. Vorrei dirti un sacco di cose adesso
6. La neve sul mare
7. È
8. Tè
9. Epica
10. Vivere sul tuo collo
11. Harem
12. E mi
13. Don't Stop (Bonus track) (cover Fleetwood Mac)

## Formazione
- Erica Mou – voce, cori, chitarra acustica
- Mac Jikker – percussioni, cori, programmazione, dulcimer, vibrafono, tastiera, pianoforte, Fender Rhodes, flauto
- Valgeir Sigurosson – basso, programmazione, percussioni, pianoforte, Fender Rhodes
- Frank Aarnik – marimba, vibrafono
- Dave Ital – chitarra
- Claudio Passavanti – tastiera, basso, pianoforte
- Cristiano Micalizzi – batteria
- Tony Rodriguez – percussioni
- Alessandro Quarta – violino
- Una Sveinbjarnardottir – violino
- Helgi Hrafn Johnsson – trombone
- Katie Buckley – arpa
- Tasita D'Mour – cori